# Észak-norvég labdarúgókupa
Az észak-norvég labdarúgókupa, norvégul Nord-Norgesmesterskap i fotball egy már megszűnt labdarúgókupa-sorozat, melyet 1929 és 1969 között rendeztek meg Norvégiában.

## Győztesek
- 1929: Narvik/Nor
- 1930: FK Bodø/Glimt (Glimt)
- 1931: Tromsø IL (Tor)
- 1932: Harstad IL
- 1933: FK Bodø/Glimt (Glimt)
- 1934: FK Bodø/Glimt (Glimt)
- 1935: FK Mjølner
- 1936: IF Fløya
- 1937: Narvik/Nor
- 1938: Harstad I.L.
- 1939: F.K. Bodø/Glimt (Glimt)
- 1940-1945: Nem rendezték meg
- 1946: FK Mjølner
- 1947: FK Mjølner
- 1948: FK Mjølner
- 1949: Tromsø IL
- 1950: Narvik/Nor
- 1951: FK Mjølner
- 1952: FK Bodø/Glimt
- 1953: Harstad IL
- 1954: Harstad IL
- 1955: Harstad IL
- 1956: Tromsø IL
- 1957: Harstad IL
- 1958: Harstad IL
- 1959: Narvik/Nor
- 1960: FK Mjølner
- 1961: FK Mjølner
- 1962: Harstad IL
- 1963: FK Bodø/Glimt
- 1964: FK Bodø/Glimt
- 1965: FK Mjølner
- 1966: FK Mjølner
- 1967: FK Bodø/Glimt
- 1968: Harstad IL
- 1969: FK. Bodø/Glimt

## Legsikeresebb csapatok
- 9: FK Bodø/Glimt, Harstad IL, FK Mjølner
- 4: Narvik/Nor
- 3: Tromsø IL
- 1: IF Fløya

## Külső hivatkozások
- Az RSSSF honlapján